# Кубок Испании по футболу 1947
Кубок Испании по футболу 1947 — 43-й розыгрыш Кубка Испании по футболу выиграл Реал Мадрид. Этот кубок стал девятым в истории команды. 
Соревнование прошло в период с 20 апреля по 22 июня 1947 года.

## Результаты матчей

### 1/4 финала
| Команда 1       | Итог | Команда 2 | 1-й матч | 2-й матч |
| --------------- | ---- | --------- | -------- | -------- |
| Реал Мадрид     | 3:0  | Кастельон | 2:0      | 1:0      |
| Барселона       | 3:4  | Химнастик | 0:2      | 3:2      |
| Атлетик Бильбао | 12:2 | Сельта    | 12:1     | 0:1      |
| Сабадель        | 2:5  | Эспаньол  | 2:3      | 0:2      |

### 1/2 финала
| Команда 1   | Итог | Команда 2       | 1-й матч | 2-й матч |
| ----------- | ---- | --------------- | -------- | -------- |
| Эспаньол    | 5:4  | Химнастик       | 5:3      | 0:1      |
| Реал Мадрид | 4:2  | Атлетик Бильбао | 3:2      | 1:0      |

### Финал
| 22 июня, 1947             | \| Реал Мадрид \| 2:0 (овертайм) \| Эспаньол \| \| Видаль 107′ · Пруден 119′ \| Голы \| \| | Риасор, Ла-Корунья |
| Реал Мадрид               | 2:0 (овертайм)                                                                             | Эспаньол           |
| Видаль 107′ · Пруден 119′ | Голы                                                                                       |                    |